# Utilitas Mathematica
Utilitas Mathematica est une revue scientifique à comité de lecture spécialisée en mathématiques discrètes, combinatoire et design statistique, publiée par Utilitas Mathematica Publishing Inc., Winnipeg. Jusqu'en 1996, elle avait comme sous-titre An International Journal of Discrete and Combinatorial Mathematics, and Statistical Design. De 1997 à 2016, elle était publiée par l'université du KwaZulu-Natal.

## Description
Utilitas Mathematica publie des articles dans tous les domaines des plans statistiques et des mathématiques combinatoires, y compris la théorie des graphes, la théorie des plans, la combinatoire extrême, l'énumération, la combinatoire algébrique, l'optimisation combinatoire, la théorie de Ramsey, les groupes d'automorphisme, la théorie du codage, les géométries finies, la théorie des graphes chimiques, etc. ainsi que le domaine étroitement lié des polynômes de la théorie des nombres pour l'énumération. 
La revue publie quatre volumes par an depuis 1997, auparavant deux.

## Indexation
La revue est indexée par Zentralblatt MATH depuis sa création, et par MathSciNet.
Le facteur d'impact de SCImago Journal Rank (SJR) est de 0,21 pour l’année 2018.

## Article lié
- Congressus Numerantium